# Patrícia Navidad
Ana Patrícia Navidad Lara (Culiacán, 20 de maio de 1973), mais conhecida como Patrícia Navidad, é uma atriz e cantora mexicana. No Brasil, é mais reconhecida por seus trabalhos em telenovelas como Maria Mercedes, Marimar, Manancial, Mariana da Noite, A Feia Mais Bela, e Por ela… sou Eva.

## Biografia
Aos 11 anos, Patricia viu uma oportunidade no concurso "Señorita Sinaloa" (Miss Sinaloa) que ofereceu um grande prêmio: uma bolsa de estudos no Centro de Educación Artística (CEA) da Televisa, na Cidade do México.[carece de fontes?] Debutou em 1992, num pequeno papel ao lado de Thalia, na telenovela Maria Mercedes. Em 1993, enquanto estudava no CEA, atuou em Los Parientes Pobres, ao lado de Lucero. Participou de vários filmes, até que ela teve seu primeiro papel mais importante na novela Canavil de Paixões. O papel foi notado imediatamente pelo país, e ela se tornou muito famosa como uma atriz.
De 1997 a 2000, coestrelou com René Casados como o condutora na comédia musical "Picardía Mexicana". De 1998 a 2004, atuou em várias telenovelas, sendo em 2003 a mais famosa, Mariana de la noche, com o papel da Jandira.
Fez um papel bem sucedida na telenovela mexicana A Feia Mais Bela, versão da telenovela colombiana "Yo Soy Betty La Fea", onde ela atuou como Alice Ferreira.
Embora uma famosa atriz, não abandonou sua carreira musical, lançando o álbum "Instantes" em 1998, que alcançou vendas de mais de 100.000 cópias, e foi premiado com disco de ouro nos Estados Unidos. Em maio de 2000, lançou seu segundo disco intitulado "Mexicana", resgatando raízes mexicanas.

### Carnaval
Em 2000, Patricia Navidad foi coroada Rainha da Banda do Carnaval de Mazatlán, em Sinaloa para a gravação do disco "Don Cruz Lizárraga presenta una Patricia Navidad: Raíces de mi tierra".

## Vida pessoal
Patricia desenvolveu um interesse em música antes de atuar, principalmente influenciada por seu pai, Jesus, ele é tido como a voz para sua inspiração desde que ela nasceu. Quando ela tinha nove anos, cantou ao público pela primeira vez em uma escola e fez a sua primeira estreia profissional.
Em janeiro de 2021, teve sua conta suspensa no Twitter por propagar mentiras sobre o coronavírus, além de manifestar apoio a Invasão ao Capitólio dos Estados Unidos.

## Filmografia

### Televisão
| Ano  | Título                            | Personagem                               | Notas                                       |
| ---- | --------------------------------- | ---------------------------------------- | ------------------------------------------- |
| 1992 | María Mercedes                    | Iris                                     |                                             |
| 1993 | Los parientes pobres              | Esmeralda                                |                                             |
| 1993 | Más allá del puente               | Rosalía                                  |                                             |
| 1994 | Mujer, casos de la vida real      | —                                        | Episódio: "Eternamente mía"                 |
| 1994 | Marimar                           | Isabel                                   |                                             |
| 1995 | Acapulco, cuerpo y alma           | Clara Flores                             |                                             |
| 1996 | Mujer, casos de la vida real      | —                                        | Episódio: "La nuera"                        |
| 1996 | Cañaveral de pasiones             | Mireya Mendonza                          |                                             |
| 1997 | Mujer, casos de la vida real      | —                                        | Episódio: "Un caso más"                     |
| 1997 | Mujer, casos de la vida real      | Veronica                                 | Episódio: "Bienvenido"                      |
| 1997 | El alma no tiene color            | Sarita                                   |                                             |
| 1997 | Picardía mexicana                 | Apresentadora                            |                                             |
| 1998 | Ángela                            | Ximena Chávez                            |                                             |
| 2001 | El manantial                      | María Magdalena Osuna Castañeda (Malena) |                                             |
| 2002 | Mujer, casos de la vida real      | —                                        | Episódio: "Del odio al amor"                |
| 2002 | Mujer, casos de la vida real      | Sandra Álvarez                           | Episódio: "Aire de grandeza"                |
| 2002 | Las vías del amor                 | Rocío Zárate                             |                                             |
| 2003 | Mariana de la noche               | Yadira de Guerrero                       |                                             |
| 2004 | Mujer, casos de la vida real      | —                                        | Episódio: "Mujer astuta"                    |
| 2005 | Bailando por un sueño             | Participante                             | Reality show                                |
| 2005 | Sueños y caramelos                | Deborah                                  |                                             |
| 2006 | La fea más bella                  | Alicia Ferreira                          |                                             |
| 2007 | Amor sin maquillaje               | Ela mesma                                | Episódio: "17 de setembro de 2007"          |
| 2008 | Juro que te amo                   | Antonia Campero Vda. de Madrigal         |                                             |
| 2009 | Mujeres asesinas                  | Concha Garrido                           | Episódio: "Las Garrido, codiciosas"         |
| 2009 | Verano de amor                    | Sarah                                    |                                             |
| 2010 | Zacatillo, un lugar en tu corazón | Zorayda Dumont de Zárate                 |                                             |
| 2012 | Una familia con suerte            | Emeteria Jaramillo (Mimí de la Rose)     | Episódio: "19 de fevereiro de 2012"         |
| 2012 | Por ella soy Eva                  | Emeteria Jaramillo (Mimí de la Rose)     |                                             |
| 2013 | Como dice el dicho                | Adela                                    | Episódio: "Entre abogados te veas"          |
| 2014 | Como dice el dicho                | Erminia                                  | Episódio: "Después de la lluvia neblina..." |
| 2015 | Parodiando, noches de traje       | Psicóloga                                |                                             |
| 2015 | Antes muerta que Lichita          | Marlene                                  |                                             |
| 2016 | Burocratas                        | Lic. Mariana "La Tetis"                  |                                             |
| 2016 | Señora Acero, La Coyote           | Margarita Casanova                       |                                             |
| 2017 | Mi adorable maldición             | Apolonia Ortega Vda. de Galicia          |                                             |
| 2019 | Por amar sin ley                  | Cecilia de Aguirre                       | Temporada 2                                 |

## Teatro
- Aventurera - Elena Tejero

## Discografia
- Instantes (1998)
- Paty Navidad (1999)
- Patricia Navidad (2000)
- Urge (2008)

Ela cantou no Premio Lo Nuestro de 2008 com Pedro Fernández.

## Prêmios e Indicações
| Ano  | Festival                       | Categoria                    | Nomeações                         | Resultado |
| ---- | ------------------------------ | ---------------------------- | --------------------------------- | --------- |
| 1997 | Prêmio TVyNovelas              | Melhor Revelação Feminina    | Cañaveral de pasiones             | Venceu    |
| 2002 | Prêmio TVyNovelas              | Melhor Atriz Co-Protogonista | El manantial                      | Venceu    |
| 2004 | Prêmio Las Palmas de Oro       | Melhor Atriz Coadjuvante     | Mariana de la noche               | Indicada  |
| 2007 | Prêmio TVyNovelas              | Melhor Atriz Antagonista     | La fea más bella                  | Indicada  |
| 2010 | Prêmio Califa de Oro           | Melhor Atuação do Ano        | Zacatillo, un lugar en tu corazón | Venceu    |
| 2010 | Prêmio TV Adicto Golden Awards | Melhor Atriz Coadjuvante     | Zacatillo, un lugar en tu corazón | Venceu    |
| 2011 | Prêmio TVyNovelas              | Melhor Atriz Co-Protagonista | Zacatillo, un lugar en tu corazón | Indicada  |
| 2013 | Prêmio People en Español       | Melhor Atriz Coadjuvante     | Por ella soy Eva                  | Indicada  |
| 2013 | Prêmio TVyNovelas              | Melhor Atriz Co-Protagonista | Por ella soy Eva                  | Venceu    |
| 2016 | Prêmio Revista Q Qué           | Trajetória Artística         | Homenagem                         | Venceu    |